# 陳一郎
陳一郎（1953年2月20日—2001年2月4日），本名陳銘農，屏東縣新園鄉五房村人，是知名台灣台語歌手、演員、主持人、廣告代言人，有「酒國歌王」稱號。知名曲有〈阿郎阿郎〉、〈行船人的純情曲〉、〈紅燈碼頭〉、〈流浪的歌聲〉等。

## 簡介
陳銘農籍貫屏東縣東港鎮，生於東港附近的新園鄉五房村；陳家於五房村屬當地望族。
陳銘農家中從事漁業，但他身體屬於易暈船體質，因此改以修理腳踏車與摩托車為業。一日，鳳鳴廣播電臺極受歡迎的節目《司機俱樂部》主持人良山騎車行經該地時爆胎，來到陳銘農的車行修理時，聽到他哼唱，發覺這位「黑手」有一副好歌喉，決定將他推薦給欣代唱片董事長。另說則為陳銘農修車之餘，偶於東港從事蔬果買賣生意，兼差在歌廳唱歌，在歌廳遇見良山，才因此被良山相中、推薦予欣代唱片。
陳銘農以諧音的陳一郎為藝名，在欣代唱片推出了〈阿郎阿郎〉，為陳一郎在歌壇打響名號。而後欣代唱片又以討海人夏進在（根據台灣音樂著作權協會記載，此歌作詞作曲皆為林海）所創作的〈討海人的心聲〉（後改名為〈行船人的純情曲〉）一曲，為陳一郎奠定在1980年代臺灣歌壇的地位。
陳一郎的歌聲滄桑質樸，帶有濃厚的鄉土味，早期被視為「寶島歌王」葉啟田空窗期（1982—1985年）在歌廳中替代葉啟田的歌者。但相對於葉啟田熟稔的歌唱技巧，陳一郎則較為「土直」，爾後才於歌句中段與末段時常運用轉音，卻比較遲，也轉得較為不若葉啟田唱腔的圓滑，這正是他歌聲中「土味」的重要來源。這讓陳一郎迅速建立起有別於其他人的獨特風格。秀場名主持人豬哥亮不止一次提及陳一郎時說：「陳一郎那種歌聲，全省找嘸第二個。」另外，陳一郎質樸的個性不善言詞，讓剛出道的他往往在歌廳秀中話語不多，若有演短劇則臺詞甚少。陳一郎翻唱的許多經典歌曲中，口白段落會直接省略，也在在顯現出他這個的特質。這就與詮釋與入戲於歌中口白甚深的葉啟田、以至後來的阿吉仔，截然不同。
陳一郎的歌充滿「浪子」、「漂泊」、「海港」、「討賺」、「紅燈」等意象，使陳一郎成為1980年代鄉村移往都市的中下藍領階級者的代表。在1980年代臺灣都市的工地，工人時常邊播放著陳一郎的歌曲，一邊作工，或者送運貨物。在海口的討海人，不論是漁民或水手，更對陳一郎的歌曲感到共鳴。可以說，在1980年代的臺灣，只要有工地，有海港，就一定有陳一郎的歌聲。
陳一郎個性好義氣，愛結交朋友，生平嗜酒，素有「酒國歌王」之稱。在2000年前後，陳一郎雙親分別逝世，這對孝順的陳一郎打擊很大，他雖患有肝病，卻常白天服藥、晚上酗酒。2001年2月4日，在48歲生日前16天，因肝癌逝世於高雄長庚醫院，年僅47歲。

## 演出作品

### 電視劇
| 年份   | 出品公司 | 標題         | 角色   |
| ------ | -------- | ------------ | ------ |
| 1990年 | 中視     | 《新西遊記》 | 沙悟淨 |

### 電影
| 年份   | 標題         | 角色     |
| ------ | ------------ | -------- |
| 1986年 | 《朋友兄弟》 |          |
| 1991年 | 《沒大沒小》 | 瑪爾寇陳 |
| 1996年 | 《狗蛋大兵》 | 校長     |

### 綜藝節目
| 年份     | 出品公司 | 標題           | 角色     | 附註                         |
| -------- | -------- | -------------- | -------- | ---------------------------- |
| 1980年代 | 中視     | 《歡樂一百點》 | 瑪爾寇陳 | 演出於短劇單元〈瑪爾寇陳〉   |
| 1980年代 | 中視     | 《歡樂星期五》 | 瑪爾寇陳 | 短劇單元〈瑪爾寇陳美語教學〉 |

## 音樂作品

### 台語專輯
| 專輯 | 專輯名稱                               | 發行日期       | 發行公司                      | 曲目 | 附註                                           |
| ---- | -------------------------------------- | -------------- | ----------------------------- | --- | ---------------------------------------------- |
| 1    | 堂堂好男兒                             |                | 神音唱片                      | 曲目 1. 堂堂好男兒 2. 奮鬥做好子（一） 3. 冷霜子 4. 攤販的心聲淚 5. 浪子的生涯 6. 奮鬥做好子（二） 7. 探獄情怨 8. 星星知我心 9. 江湖的兄弟 10. 男性一生哭三擺 11. 離開故鄉的我 12. 碼頭惜別 |                                                |
| 2    | 行船人的純情曲                         | 1983年02月     | 神音唱片                      | 曲目 1. 行船人的純情曲 2. 阿郎！阿郎！ 3. 誰人了解我 4. 成功出頭時 5. 碼頭純情曲 6. 一見鍾情 7. 重逢高雄港（甜咪咪主唱） 8. 美咪咪（甜咪咪主唱） 9. 戀歌 10. 人生 11. 漂浪之女 12. 監獄浪子淚 | 收錄台視八點檔「天地良心」插曲『阿郎！阿郎！』 |
| 3    | 行船阿郎                               | 1983年08月     | 聲麗唱片                      | 曲目 1. 行船阿郎 2. 朋友兄弟 3. 可愛的馬 4. 斷魂嶺鐘聲淚 5. 故鄉的月 6. 碼頭惜別 7. 行船阿郎(演奏曲) 8. 成功的人 9. 重逢基隆港 10. 運命 11. 離別之夜 12. 難忘的情人 13. 反悔 14. 朋友兄弟(演奏曲) |                                                |
| 4    | 飯碗                                   | 1984年01月     | 聲麗唱片                      | 曲目 1. 飯碗 2. 道理要分明 3. 迷醉鄉 4. 探獄情義 5. 思念故鄉的情人 6. 琉球山之戀 7. 男性一生哭三擺 8. 河邊柳樹 9. 覺醒 10. 假情假愛 11. 哀愁的火車站 12. 愛你愛你心綿綿 |                                                |
| 5    | 酒女酒女                               | 1984年06月     | 聲麗唱片                      | 曲目 1. 高雄港戀夢 2. 酒女酒女 3. 媽媽請你也保重 4. 落葉時雨 5. 想著彼個人 6. 男性本是漂泊的心情 7. 三年的等待 8. 心愛的 9. 夜半琴詩 10. 可憐戀花再會吧 11. 舊皮箱的流浪兒 12. 媽媽歌星 |                                                |
| 6    | 再會乾一杯                             | 1984年11月     | 聲麗唱片                      | 曲目 1. 再會乾一杯 2. 人生路青紅燈 3. 紅燈的所在 4. 我嗎真思念 5. 悲戀的公路 6. 港邊惜別 7. 標準的兄弟 8. 命運人生 9. 再會呀港都 10. 何時再相會 11. 愛你入骨 12. 落大雨彼一日 |                                                |
| 7    | 懷念的行船人                           | 1985年04月     | 聲麗唱片                      | 曲目 1. 懷念的行船人 2. 純情的男兒 3. 出外煞做歹子 4. 酒場癡情夢 5. 好子！歹子！ 6. 人客的要求 7. 忘掉回憶 (國語) 8. 打拼 9. 人生旅途追追追 10. 流浪到台北 11. 素蘭小姐要出嫁 12. 夜港邊 |                                                |
| 8    | 我來安慰你                             | 1985年07月     | 聲麗唱片                      | 曲目 1. 我來安慰你 2. 看破的戀情 3. 悲戀的酒杯 4. 第二的故鄉 5. 悲情的城市 6. 為錢賭性命 7. 歹子自嘆 8. 看破愛別人 9. 懷春曲 10. 南都之夜 11. 夜霧的港口 12. 心所愛的人 |                                                |
| 9    | 留戀什路用                             | 1986年         | 華倫唱片                      | 曲目 1. 留戀什路用 2. 有錢上界好 3. 耐心的等待 4. 星星知我心 5. 流浪之歌 6. 我返來啦 7. 無情的誤會 8. 天涯鴛鴦夢 9. 最快樂的人 10. 心愛的小姐 11. 男性的命運 12. 男性純情曲 | 黑膠編碼 H-1005                                |
| 10   | 懷念的鄉土情                           |                | 華倫唱片                      | 曲目 1. 懷念的鄉土情 2. 郎仔的腳步 3. 為我來關懷 4. 慕情的小路 5. 流浪的吉普賽姑娘 6. 霧夜的燈塔 7. 昔日的戀歌 8. 行船的人生 9. 何日君再來 10. 提出勇氣來 11. 男性苦戀 12. 新娘悲歌 | 黑膠編碼 H-1009                                |
| 11   | 精選30年懷念台語老歌（一）             |                | 華倫唱片                      | 曲目 1. 酒家女 2. 紅燈青燈 3. 流浪天涯伴吉他 4. 南國賣花姑娘 5. 放浪人生 6. 溫泉鄉的流浪兒 7. 母啊喂 8. 淡水暮色 9. 為伊走千里 10. 酒女哀怨 11. 我是走船人 12. 為情走天涯 | 黑膠編碼 H-1016                                |
| 12   | 精選30年懷念台語老歌（二）             |                | 華倫唱片                      | 曲目 1. 快樂的農家 2. 誰不想起故鄉 3. 黃昏的故鄉 4. 廣東花 5. 離別的月台票 6. 快樂出帆人 7. 流浪天涯伴吉他 8. 爸爸我時常想你 9. 難忘的人 10. 路頂的小姐 11. 越山嶺 12. 南國賣花姑娘 | 黑膠編碼 H-1017                                |
| 13   | 癡情癡情                               | 1986年         | 華倫唱片                      | 曲目 1. 看破的愛 2. 勝利的呼聲 3. 癡情癡情 4. 我若無你 5. 酒場情話 6. 會成功的男兒 7. 不甘離開你 8. 思戀的温泉鄉 9. 看破你一人 10. 重逢的港口 11. 離鄉的男兒 12. 心心相愛 | 黑膠編碼 H-1020                                |
| 14   | 擱想也是無彩工                         | 1986年11月     | 華倫唱片                      | 曲目 1. 擱想也是無彩工 2. 嘜想卡祙凝 3. 愛情不免箱拖沙 4. 感情的債 5. 永遠思念你 6. 朋友情 7. 海口姑娘要出嫁 8. 有聽聲無看影 9. 心愛 ! 請你嫁別人 10. 做事照步來 11. 無情的夢 12. 為情走天涯 | 黑膠編碼 H-2011                                |
| 15   | 陳一郎白金唱片                         |                | 華倫唱片                      | 曲目 1. 留戀什路用 2. 懷念鄉土情 3. 昔日的戀歌 4. 擱想也是無彩工 5. 勝利的呼聲 6. 為我來關懷 7. 無情的誤會 8. 痴情痴情 9. 看破的愛 10. 嘜想卡祙凝 11. 郎仔的腳步 12. 不甘離開你 13. 愛情不免箱拖沙 14. 異鄉的戀情 | 精選輯 卡帶編碼 AH-003                         |
| 16   | 陳一郎白金唱片 II                      |                | 華倫唱片                      | 曲目 1. 我是行船人 2. 行船人的人生 3. 酒女哀愁 4. 走馬燈 5. 新娘悲歌 6. 無聊的人生 7. 思戀的温泉鄉 8. 男性的苦戀 9. 星星知我心 10. 酒家女 11. 何日君再來 12. 廣東花 13. 我返來啦 14. 為情為孝走天涯 | 精選輯 卡帶編碼 AH-007                         |
| 17   | 何必來犧牲                             | 1988年         | 名冠唱片                      | 曲目 1. 何必來犧牲 2. 無奈的歌聲 3. 燒酒伴孤燈 4. 過路人 5. 歹命人 6. 入港 7. 浪子回頭 8. 吉他的戀歌 9. 我已經看破 10. 請你擱期待 11. 愛情回頭車 12. 何必來犧牲kala | 黑膠編號 MA-101                                |
| 18   | 爽快乾一杯                             | 1988年07月     | 名冠唱片                      | 曲目 1. 爽快乾一杯 2. 紅燈碼頭 3. 男兒的苦衷 4. 失去我，你眞無采 5. 再來的港都 6. 惜別夜港邊 7. 行船人的吉他 8. 你要冷靜 9. 悲哀的戀夢 10. 連串歌曲 朋友兄弟 高雄港戀夢 標準的兄弟 人生旅途追追追 看破的戀情 看破的愛 飯碗 紅燈的存在 | 卡帶編號 MA-103                                |
| 19   | 男兒漂泊的心情                         | 1989年         | 名冠唱片                      | 曲目 1. 男兒漂泊的心情 2. 酒味烟味 3. 寂寞戀歌 4. 相逢夜港邊 5. 深情難捨 6. 離別傷心曲 7. 探親 8. 上海歸來的莉露 9. 從船上來的男子 10. 暢銷回顧曲 行船阿郎 行船人純情曲 阿郎阿郎 留戀什路用 昔日的戀歌 郎仔的腳步 酒女酒女 再會乾一杯 |                                                |
| 20   | 愛的抗議                               | 1990年2月      | 名冠唱片                      | 曲目 1. 愛的抗議 2. 港邊戀情 3. 愛妳心堅定 4. 陽明山戀歌 5. 胭花淚 6. 厝邊頭尾 7. 走唱過一生 8. 因為我是一個行船人 9. 歡喜過新年 10. 流浪 11. 悲情的運命 12. 愛的苦酒 |                                                |
| 21   | 用生命所愛的人                         | 1990年         | 名冠唱片                      | 曲目 1. 用生命所愛的人 2. 漁港戀夢 3. 我像流星 4. 有緣無份 5. 懷念故鄉 6. 希望你作伴 7. 這溪無魚別溪釣 8. 勾手指 9. 衝的人生 10. 做人要奮發 11. 鴛鴦夢 12. 何時再相見 | 卡帶編號 MA-106                                |
| 22   | 痴情的代價                             | 1990年         | 名冠唱片                      | 曲目 1. 痴情的代價 2. 決心擱出帆 3. 計程車司機 4. 心愛的請你倒返來 5. 變心 6. 愛的宣誓 7. 惜別情話 8. 相思夢 9. 兄弟兄弟 10. 故鄉的情伴 11. 我的人敢是你 12. 無奈的後悔 |                                                |
| 23   | 陳一郎金曲精華 1                       | 1990年07月     | 名冠唱片                      | 曲目 1. 男兒漂泊的心情 2. 寂寞戀歌 3. 何必來犧牲 4. 酒味烟味 5. 無奈的歌聲 6. 請你擱期待 7. 癡情的代價 8. 愛情回頭車 9. 惜別情話 10. 愛你入骨 11. 男兒的苦衷 12. 再來的港都 13. 行船人的吉他 14. 朋友兄弟 15. 高雄港戀夢 16. 標準的兄弟 17. 人生旅途追追追 18. 看破的戀情 19. 看破的愛 20. 飯碗 21. 紅燈的所在                                                                                     | 精選輯                                         |
| 24   | 陳一郎金曲精華 2                       | 1990年07月     | 名冠唱片                      | 曲目 1. 愛的抗議 2. 港邊戀情 3. 紅燈碼頭 4. 陽明山戀歌 5. 爽快乾一杯 6. 探親 7. 決心擱出帆 8. 望月想愛人 9. 燒酒伴孤燈 10. 計程車司機 11. 厝邊頭尾 12. 失去我你眞無采 13. 相思夢 14. 行船阿郎 15. 行船人的純情曲 16. 阿郎！阿郎 17. 留戀什路用 18. 昔日的戀歌 19. 郎仔的腳步 20. 酒女酒女 21. 再會乾一杯                                                                                           | 精選輯                                         |
| 25   | 陳一郎突破百萬張暢銷成名集             | 1990年         | 南星唱片                      | 曲目 1. 行船人的純情曲 2. 阿郎！阿郎 3. 碼頭的純情曲 4. 成功出頭時 5. 監獄浪子淚 6. 香港戀情 7. 誰人了解我 8. 漂浪之女 9. 彼個小姑娘 10. 戀歌 11. 一見鍾情 12. 人生 13. 何必怨恨天 14. 顧你將來 15. 故鄉時雨 | 精選輯；CD編碼 NSCD-0006 聲麗唱片授權發行      |
| 26   | 陳一郎突破百萬張暢銷成名集 2           | 1990年         | 南星唱片                      | 曲目 | 精選輯 聲麗唱片授權發行                        |
| 27   | 陳一郎突破百萬張暢銷成名集 3           | 1990年         | 南星唱片                      | 曲目 1. 人客的要求 2. 悲戀的酒杯 3. 第二個故鄉 4. 悲情的城市 5. 為情賭性命 6. 歹子自嘆 7. 看破愛別人 8. 命運人生 9. 南都之夜 10. 夜霧的港口 11. 心所愛的人 12. 酒場癡情夢 13. 好子歹子 14. 懷春曲 | 精選輯；CD編碼 NSCD-1006 聲麗唱片授權發行      |
| 28   | 陳一郎突破百萬張暢銷成名集 4           | 1990年         | 南星唱片                      | 曲目 1. 再會乾一杯 2. 紅燈的所在 3. 懷念的行船人 4. 忘掉回憶 (國語) 5. 人生路青紅燈 6. 媽媽我也真勇健 7. 標準的兄弟 8. 港邊惜別 9. 悲戀的公路 10. 再會呀港都 11. 愛你入骨 12. 落大雨彼一日 13. 何時再相會 14. 純情的好男兒 | 精選輯；CD編碼 NSCD-1005 聲麗唱片授權發行      |
| 29   | 陳一郎突破百萬張暢銷成名集 5           | 1990年         | 南星唱片                      | 曲目 | 精選輯 聲麗唱片授權發行                        |
| 30   | 陳一郎突破百萬張暢銷成名集 6           | 1990年         | 南星唱片                      | 曲目 1. 道理要分明 2. 飯碗 3. 河邊柳樹 4. 夜港邊 5. 素蘭小姐要出嫁 6. 思念故鄉 7. 探獄情怨 8. 思念故鄉的情人 9. 琉球山之戀 10. 男性一生哭三擺 11. 淚洒愛河橋 12. 假情假愛 13. 哀愁的火車站 14. 愛你愛你心綿綿 | 精選輯；CD編碼 NSCD-1002 聲麗唱片授權發行      |
| 31   | 陳一郎與12名女人（1）                  | 1991年01月     | 名冠唱片                      | 曲目 Vinyl 1. 酒落喉（與林美滿合唱） 2. 講什麽山盟海誓（與林淑容合唱） 3. 唱抹煞（與王瑞霞合唱） 4. 初戀（與白冰冰合唱） 5. 一支小雨傘（與妞妞合唱） 6. 舞女（與澎澎合唱） 7. 毛毛雨（與田路路合唱） 8. 浪子的心情（與羅霈穎合唱） 9. 行船人的純情曲（與青容合唱） 10. 等無人（與應曉薇合唱） 11. 命運的腳步（與李敏敏合唱） 12. 港邊甘是男性傷心的所在（與陳雅玲合唱）                            |                                                |
| 32   | 陳一郎與12名女人（2）                  | 1991年05月     | 名冠唱片                      | 曲目 1. 紅燈美人 2. 做總統大家有機會 ft. 花珮嵐 3. 一咔手指 ft. 馬世莉 4. 不如甭熟悉 ft. 楊安立 5. 毛毛相思雨 ft. 張媛婷 6. 最愛的人 ft. 陳亞蘭 7. 愛情一斤值外多 ft. 涂善妮 8. 燒酒話 ft. 王瑞霞 9. 舞伴 ft. 朱慧珍 10. 針線情 ft. 青蓉 11. 花蕊望早春 ft. 林姿佑 12. 相思夢 ft. 陳美君 | 專輯編碼 MAD-108                               |
| 33   | 陳一郎與12名女人（3）                  | 1991年05月     | 名冠唱片                      | 曲目 1. 絕情雨 ft. 金瑞瑤 2. 為你打拼 ft. 花珮嵐 3. 愛人跟人走 ft. 周思潔 4. 買醉 ft. 張靜懿 5. 真情放水流 ft. 應曉薇 6. 摸心肝想看覓 ft. 宋豔凌 7. 朋友情 ft. 趙倍譽 8. 變心 ft. 馬世莉 9. 回鄉的我 ft. 陳淑麗 10. 心甘情願 ft. 李黛玲 11. 免傷悲 ft. 丁鈴 12. 憂愁的牡丹 ft. 畢蕾珍 |                                                |
| 34   | 流浪的歌聲                             | 1992年         | 名冠唱片                      | 曲目 Vinyl 1. 流浪的歌聲 2. 行船人的願望 3. 無奈的港墘 4. 凡事着提早人一步 5. 成功靠自己 6. 流浪的樂土 7. 情影 8. 先飲才擱講 9. 愛！浮在天涯 10. 路頂的小姐 11. 夜半琴詩 12. 思念故鄉的情人 | 專輯編碼 MA-110                                |
| 35   | 有信心的生命                           | 1992年         | 名冠唱片                      | 曲目 1. 可憐的酒家男 2. 有信心的生命 3. 水甲茶米 4. 你是我唯一的生命 5. 伴阮一生 6. 愛某不驚苦 7. 我實在愛你 8. 酒場戀歌 9. 愛情的金條 10. 酒女哀愁 11. 可憐戀花再會吧 12. 人客的要求 | 專輯編碼 MA-111                                |
| 36   | 陳一郎金曲點唱集 1                     |                | 名冠唱片                      | 曲目 1. 誰人陪伴我 2. 夢中的愛人 3. 溫泉鄉的吉他 4. 十八姑娘 5. 南都夜曲 6. 望春風 7. 港邊乾杯 8. 鑼聲若響 9. 內山姑娘要出嫁 10. 月夜愁 11. 快車小姐 12. 河邊春夢 | 翻唱台灣民謠專輯 TH-1002                       |
| 37   | 陳一郎金曲點唱集 2                     |                | 名冠唱片                      | 曲目 1. 可愛的馬 2. 彼個小姑娘 3. 愛你入骨 4. 孤女的願望 5. 假情假愛 6. 無情之夢 7. 後街人生 8. 夢追酒 9. 望月想愛人 10. 男性的氣魄 11. 可憐戀花再會吧 12. 再會港都 | 翻唱台灣民謠專輯                               |
| 38   | 陳一郎日語點唱集『北囯の春』           | TH-1003        | 名冠唱片                      | 曲目 1. 後街人生(裏町人生) 2. 流転(假情假愛) 3. 北囯の春(榕樹下) 4. 妻恋道中(他鄉思妻兒) 5. 潮来笠(彼個小姑娘) 6. 夢追い酒(追夢) 7. 大利根月夜(故鄉的月) 8. 女のみち(說聲對不起) 9. 旅姿三人男(男性的氣魄) 10. 旅笠道中(難忘的人) 11. 男の純情(男性的純情) 12. 骨まで愛して(愛你入骨) | 翻唱日本民謠專輯                               |
| 39   | 陳一郎日語點唱集『浪花節だよ人生は』   |                | 名冠唱片                      | 曲目 1. 達者でナ(可愛的馬) 2. 浪花節だよ人生は(望月想愛人) 3. 酒は淚か溜息か(秋風女人心) 4. 夜霧の第二国道(男性的苦戀) 5. 無情の夢(無情之夢) 6. 花笠道中(孤女的願望) 7. サチコ(幸子) 8. 女のためいき(負心的人) 9. 十代の恋よさようなら(可憐戀花再會吧) 10. 俺は淋しいんだ(再會夜都市) 11. さよなら港(再會港都) 12. おしどり道中(陳三五娘)                                                          | 翻唱日本民謠專輯 TH-1004                       |
| 40   | 陳一郎百萬金曲                         | 1996年         | 華倫唱片製作 吉馬唱片代理發行 | 曲目 1. 留戀什路用 2. 郎仔的脚步 3. 重逢的港口 4. 痴情痴情 5. 擱想也是無彩工 6. 看破的愛 7. 昔日的戀歌 8. 懷念的鄉土情 9. 阿郎阿郎 10. 勝利的呼聲 11. 會成功的男兒 12. 行船人的純情曲 | 精選集                                         |
| 41   | Long Time No See                       | 1998年09月     | 金瓜石唱片                    | 曲目 1. 浪子回頭 2. Long Time No See 3. 酒膽 4. 噗仔聲加催落 5. 海上日誌 6. 故鄉南臺灣 7. 註定孤單 8. 情海一條龍 9. 失落的愛 10. 故鄉的等待 |                                                |
| 42   | 王瑞霞 陳一郎 張秀卿『世紀台語精選 1』 | 2001年02月8日  | BMG                           | 曲目 CD1 1. 男兒漂泊的心情 2. 寂寞戀歌 3. 癡情的代價 4. 惜別情話 CD2 1. 酒味煙味 2. 入港 3. 無奈的歌聲 4. 男兒的苦衷 | 精選輯，雙CD                                   |
| 43   | 陳一郎紀念專輯『世紀台語精選 2』       | 2001年02月08日 | BMG                           | 曲目 CD1 1. 男兒漂泊的心情 2. 用生命所愛的人 3. 爽快乾一杯 4. 寂寞戀歌 5. 男兒的苦衷 6. 無奈的歌聲 7. 入港 8. 浪子回鄉 9. 走唱過一生 10. 相逢夜港邊 11. 過路人 12. 變心 13. 惜別情話 14. 兄弟兄弟 CD2 1. 癡情的代價 2. 何必來犧牲 3. 因為我是一個行船人 4. 燒酒伴孤燈 5. 酒味煙味 6. 厝邊頭尾 7. 決心擱出帆 8. 港邊戀情 9. 我的人敢是你 10. 探親 11. 歹命子 12. 愛的宣誓 13. 相思夢 14. 故鄉的情伴 | 精選輯，雙CD                                   |

## 外部連結
- 台語歌手陳一郎 肝癌病逝
- 酒國歌王陳一郎 長醉不醒 （页面存档备份，存于）
- 陳一郎在香港影庫上的簡介